# اعلانیه‌های جنگ در طول جنگ جهانی اول
اعلان جنگ عملی رسمی است که به موجب آن یک ملت به جنگ علیه دیگری می‌رود. اعلامیه معمولاً عملی برای ارائه یک سخنرانی اجرایی است (با یک سخنرانی ساده اشتباه گرفته نشود) یا ارائه یک سند امضا شده توسط یک حزب مجاز از یک دولت ملی به منظور ایجاد وضعیت جنگ بین دو یا چند کشور حاکم. در متن جنگ جهانی اول، پروتکل رسمی بین‌المللی برای اعلام جنگ در کنوانسیون لاهه ۱۹۰۷ (یا لاهه دوم) تعریف شد.

## لیست اعلان‌ها
در زیر جدول جدول جنگ‌های بین کشورها در طول جنگ جهانی اول آمده‌است:
| تاریخ         | کشور (های) مهاجم                    | کشور (های) مورد هدف |
| ------------- | ----------------------------------- | ------------------- |
| ۲۸ ژوئیه ۱۹۱۴ | اتریش-مجارستان                      | پادشاهی صربستان     |
| ۱ اوت ۱۹۱۴    | امپراتوری آلمان                     | امپراتوری روسیه     |
| ۳ اوت ۱۹۱۴    | امپراتوری آلمان                     | بلژیک               |
| ۳ اوت ۱۹۱۴    | امپراتوری آلمان                     | فرانسه              |
| ۴ اوت ۱۹۱۴    | امپراتوری بریتانیا                  | امپراتوری آلمان     |
| ۵ اوت ۱۹۱۴    | الگو:Country data پادشاهی مونته‌نگرو | اتریش-مجارستان      |